# 尤里卡鎮區 (內布拉斯加州瓦利縣)
尤里卡鎮區（英語：Eureka Township）是位於美國內布拉斯加州瓦利縣的一個行政鎮區。

## 地方資料
尤里卡鎮區的面積為92.03平方千米，皆為陸地。根據2020年美國人口普查的數據，當地共有人口36人，而人口密度為每平方千米0.39人。